# Emplectonema violaceum
Emplectonema violaceum är en djurart som tillhör fylumet slemmaskar, och som först beskrevs av Heinrich Bürger 1896.  Emplectonema violaceum ingår i släktet Emplectonema och familjen Emplectonematidae. Inga underarter finns listade i Catalogue of Life.